# Grafel (Anderlingen)
Grafel (niederdeutsch Grafel) ist ein Ortsteil der Gemeinde Anderlingen im Landkreis Rotenburg (Wümme) in Niedersachsen. Zu Grafel gehören auch die kleineren Orte Mojenhop, Winderswohlde und Sprakel.

## Geographie und Verkehrsanbindung

### Geographische Lage
Grafel liegt in der Stader Geest zwei Kilometer nordöstlich von Anderlingen. Unweit des Ortes fließt die Twiste.

### Nachbarorte
| Ohrel       | Fehrenbruch                                 | Winderswohlde    |
|             | Kompassrose, die auf Nachbargemeinden zeigt | Kohlenhausen     |
| Anderlingen |                                             | Wense, Viehbrock |

### Verkehr
Grafel wird von der K 109 tangiert, die im Südwesten nach Anderlingen und im Nordosten über Fehrenbruch nach Farven führt. Kleinere Straßen führen auch nach Ohrel und über Winderswohlde nach Wohlerst.
Der nächste Bahnanschluss besteht 10 km entfernt in Kutenholz (Bahnstrecke Bremerhaven–Buxtehude).

## Geschichte

### Einwohnerentwicklung
| Jahr | Einwohner            |
| ---- | -------------------- |
| 1791 | 09 Feuerstellen      |
| 1824 | 07 Feuerstellen      |
| 1848 | 018 Leute, 13 Häuser |
| 1871 | 102 Leute, 15 Häuser |
| 1910 | 135*                 |
| 1925 | 142*                 |
| 1933 | 151*                 |
| 1939 | 170*                 |

*mit Winderswohlde und Mojenhop

### Verwaltungsgeschichte
In der Franzosenzeit gehörte Grafel von 1810 bis 1811 zur Mairie Anderlingen im Kanton Selsingen im Königreich Westphalen, von 1811 bis 1814 war Grafel Teil der Mairie Selsingen im Kanton Zeven im Französischen Kaiserreich.
Vor 1859 gehörte Grafel zur Börde Selsingen im Amt Zeven. Im Zuge der Verwaltungsreform im Königreich Hannover wechselte die Börde Seslingen zum Amt Bremervörde. Nach 1885 gehörte Grafel zum Kreis Bremervörde, der 1977 mit dem Landkreis Rotenburg (Wümme) zum jetzigen Landkreis Rotenburg (Wümme) fusionierte.
Bereits 1848 gehörten die Orte Winderswohlde und Mojenhop mit zu Grafel. 1968 wurde das benachbarte Fehrenbruch nach Grafel eingemeindet. Von 1965 bis 1974 war Grafel Teil der damaligen Samtgemeinde Selsingen.
Am 1. März 1974 wurde die Gemeinde Grafel nach Anderlingen eingemeindet und in die Samtgemeinde Selsingen eingegliedert.

### Religion

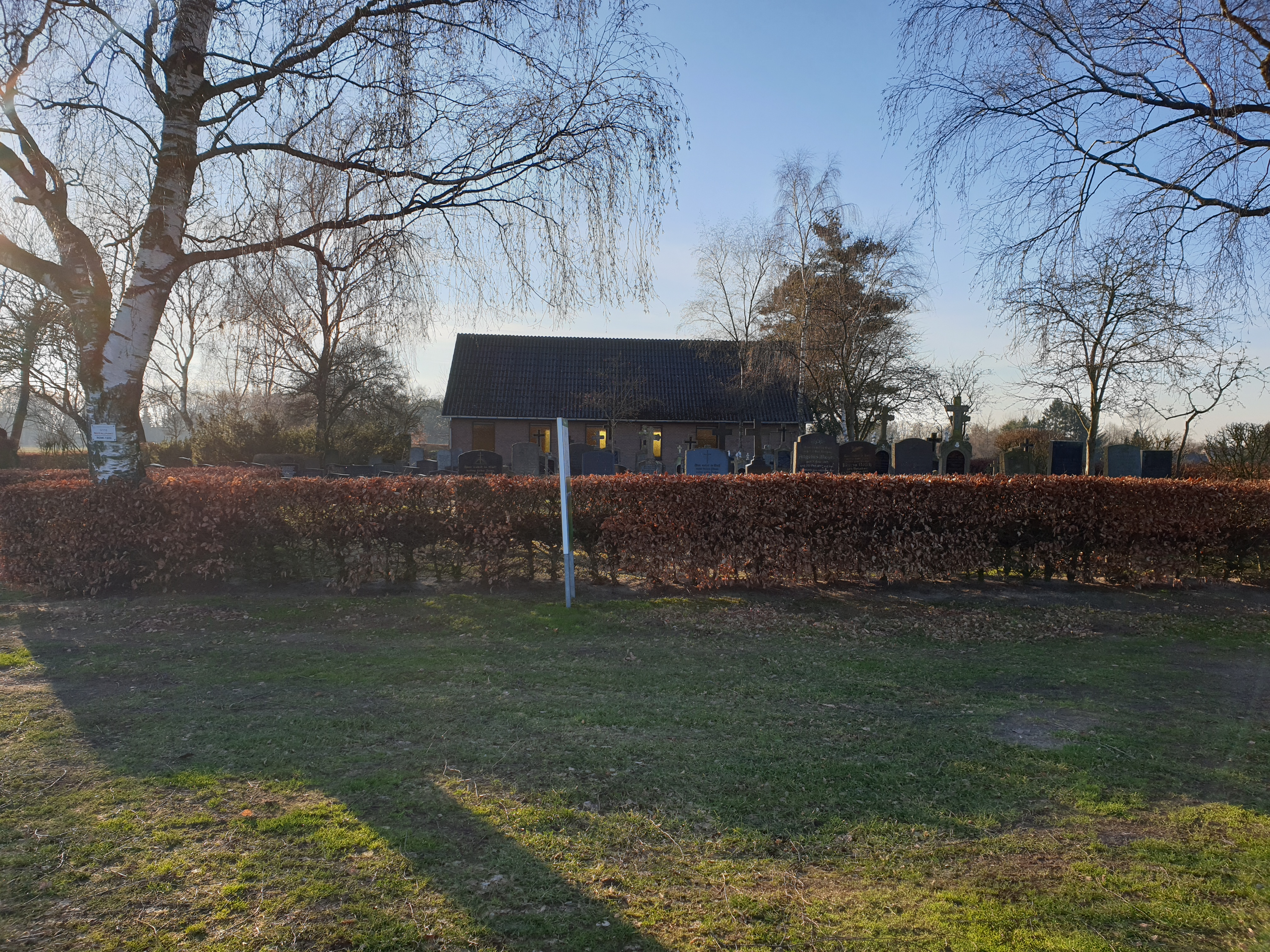
Friedhof Grafel

Grafel ist evangelisch-lutherisch geprägt und gehört zum Kirchspiel der St.-Lamberti-Kirche in Selsingen.
Der etwas außerhalb des Ortes gelegene Friedhof wurde gegen Ende des 19. Jahrhunderts angelegt. Als erster wurde hier wohl Hinnerk Borcher begraben, der am 11. Mai 1897 bei einem Unfall ums Leben kam. Das Kriegerdenkmal befindet sich ebenfalls hier.

## Bauwerke
- Alte Schule Grafel, Grafel 12, aus der ersten Hälfte des 19. Jahrhunderts, wie ein  Wohn- und Wirtschaftsgebäude

## Wirtschaft und Infrastruktur

### Wirtschaft
Grafel ist sehr stark durch die Landwirtschaft geprägt. Bedingt durch seine Randlage hat der Ort auch keine großen Möglichkeiten, sich wirtschaftlich weiterzuentwickeln.

### Bildung

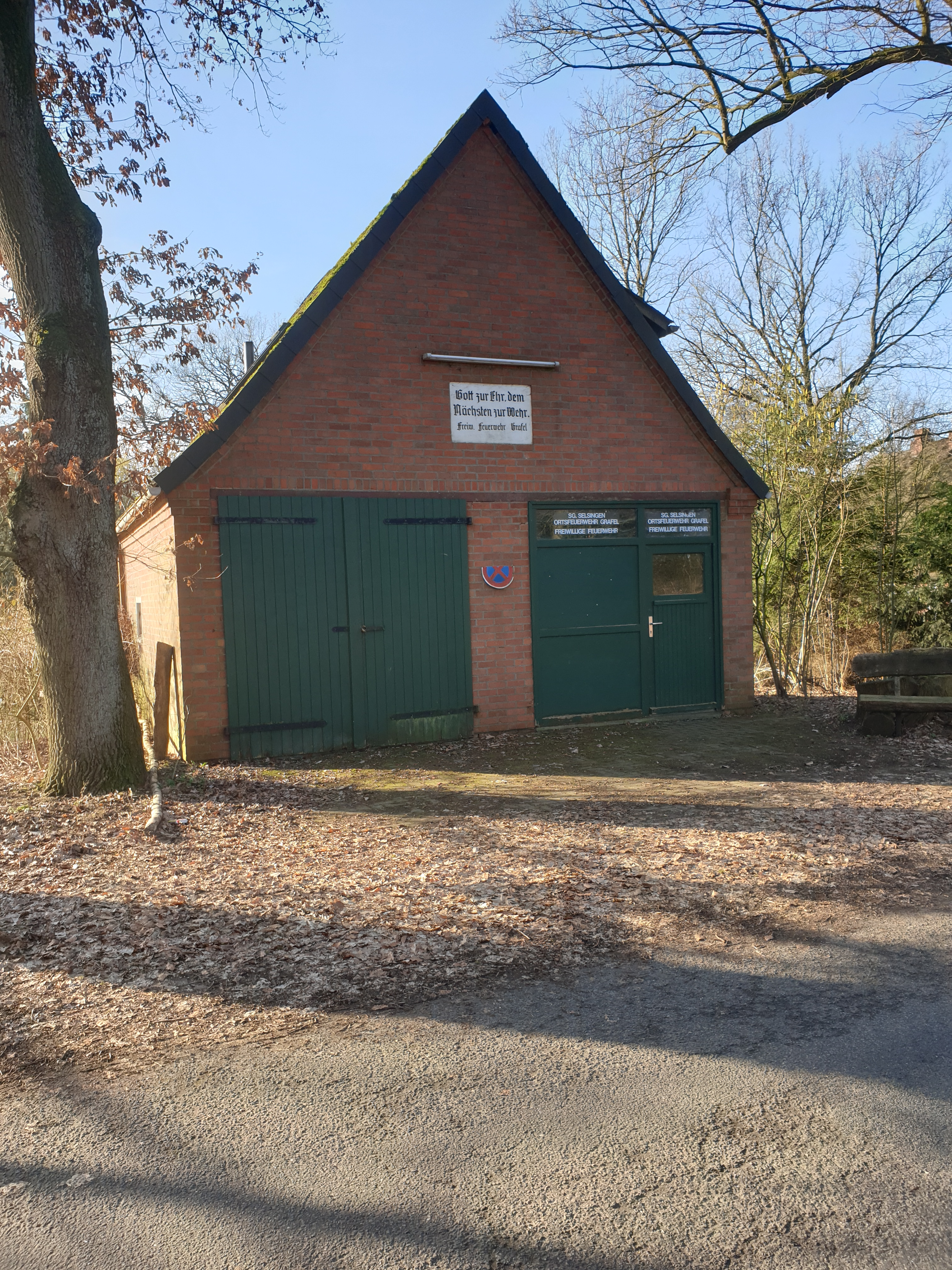
Ehem. Feuerwehrhaus in Grafel

1850 wurde in Grafel die erste Volksschule eröffnet. Etwa 100 Jahre später wurde diese geschlossen.

### Feuerwehr
Die Freiwillige Feuerwehr Grafel wurde 1952 gegründet und war für Grafel und die umliegenden kleinen Orte zuständig. Aufgrund ihrer geringen Größe und schlechten Ausstattung wurde die Feuerwehr in Grafel wie viele andere kleine Feuerwehren im Umkreis geschlossen. Seither sind die Feuerwehren in Anderlingen und Fehrenbruch für Grafel zuständig; das alte Feuerwehrhaus steht leer.

## Persönlichkeiten
- Wilhelm Heins (1873–1959), Lehrer und Mitglied des Preußischen Abgeordnetenhauses